# طارق بودالی
طارق بودالی (به انگلیسی: Tarek Boudali) (زاده ۵ نوامبر ۱۹۷۹) بازیگر و طنز پرداز فرانسوی مراکشی‌تبار است.
او در سال ۲۰۱۸، به Les Enfoirés پیوست.

## فیلم‌شناسی

### فیلم‌های برجسته
| سال  | عنوان                   | نقش                      | مدیر                      | یادداشت |
| ---- | ----------------------- | ------------------------ | ------------------------- | ------- |
| ۲۰۱۰ | دلهره                   | مدیر هتل مونت کارلو خلیج | پاسکال شومی               |         |
| ۲۰۱۰ | ایتالیایی               | کریم                     | الیویه باروکس             |         |
| ۲۰۱۳ | پاریس به هر قیمتی       | طارق                     | ریم خریمی                 |         |
| ۲۰۱۴ | پرستاری از کودک         | سم                       | نیکلاس بنامو و فیلیپ لاشو |         |
| ۲۰۱۵ | پرستاری از کودک ۲       | سم                       | نیکلاس بنامو و فیلیپ لاشو |         |
| ۲۰۱۷ | Alibi.com               | مهدی                     | فیلیپ لاشو                |         |
| ۲۰۱۷ | یا با من ازدواج کن      | یاسین                    | طارق بودالی               |         |
| ۲۰۱۹ | نیکی لارسون و عطر کوپید | پانچو                    | فیلیپ لاشو                |         |

### تلویزیون
| سال ساخت     | عنوان فیلم | نقش              | یادداشت             |
| ------------ | ---------- | ---------------- | ------------------- |
| ۲۰۱۲ - اکنون | خانواده ای | کادر بن غزهویرا  | سریال تلویزیونی     |
| ۲۰۱۵         | پپلوم      | قربانی کلئوپاترا | مینی سریال - قسمت ۱ |